# 太原李氏
太原李氏（テウォンニし、たいげんりし、朝鮮語: 태원이씨）は、朝鮮の氏族の一つ。本貫は中華人民共和国山西省太原市である。2015年の調査では、161人がいる。
始祖は、高麗忠烈王時代に礼曹司宰・漢城府尹を務めた中国・宋の太原出身の李貴芝である。
李貴芝の後代は李成桂を補佐して、李氏朝鮮の開国功臣に列せられる。

## 人物
- 李智 - 高麗時代に司直に任命
- 李克蕡 - 李氏朝鮮時代に振威将軍